# Chorisoneura cistelina
Chorisoneura cistelina är en kackerlacksart som först beskrevs av Walker, F. 1868.  Chorisoneura cistelina ingår i släktet Chorisoneura och familjen småkackerlackor. Inga underarter finns listade i Catalogue of Life.